# 리처드 칸시노
리처드 칸시노(Richard Cansino, 1953년 8월 10일 ~ )은 미국의 성우이다. 성우로서는 리처드 헤이워스(Richard Hayworth)로서 활동하는데, 이는 그의 이모 리타 헤이워스에서 따온 것이다. 일본 애니메이션 《바람의 검심》에서 주인공 히무라 켄신 역을 맡아 알려져 있다.

## 성우 출연작 목록

### 일본 애니메이션
- 디지몬 테이머즈 - 가드로몬
- 바람의 검심 - 히무라 켄신
- 블리치 - 히라사고 다이지